# Liste der Orgeln in Wien
In der Liste der Orgeln in Wien werden sukzessive alle Orgeln in Wien erfasst.

## Orgeln im  1. Wiener Bezirk (Innere Stadt)
| Bezirk       | Bezirksteil | Kirche/Gebäude                                                                        | Bild | Standort                    | Orgelbauer                            | Jahr                  | Ma- nu- ale | Re- gis- ter | Bemerkungen |
| ------------ | ----------- | ------------------------------------------------------------------------------------- | ---- | --------------------------- | ------------------------------------- | --------------------- | ----------- | ------------ | --- |
| Innere Stadt |             | Stephansdom Domorgel – Chororgel                                                      |      | Stephansplatz               | Rieger Orgelbau                       | 1991                  | IV/P        | 55           | →Domorgel |
| Innere Stadt |             | Stephansdom Haydn-Orgel                                                               |      | Stephansplatz               | Rieger Orgelbau                       | 2009                  | II/P        | 12           | →Haydn-Orgel |
| Innere Stadt |             | Stephansdom Orgel auf der Westempore – „Riesenorgel“                                  |      | Stephansplatz               | Johann M. Kauffmann / Rieger Orgelbau | 1960/2020             | V/P         | 130          | → Riesenorgel |
| Innere Stadt |             | Dominikanerkirche                                                                     |      | Postgasse 4a                | Rieger Orgelbau                       | 1895                  | III/P       | 36           | Gehäuse aus dem 18. Jahrhundert verändert erhalten, Restaurierung durch Schuke 1991                                                                                           |
| Innere Stadt |             | Franziskanerkirche                                                                    |      | Weihburggasse 1             | Johann Wöckherl                       | 1642                  | II/P        | 20           | Älteste spielbare Orgel Wiens, restauriert 2009–2011 durch Orgelbau Kuhn. Disposition und Geschichte                                                                          |
| Innere Stadt |             | Franziskanerkirche                                                                    |      | Weihburggasse 1             | Rieger Orgelbau                       | 1980                  | II/P        | 32           | |
| Innere Stadt |             | Jesuitenkirche                                                                        |      | Dr.-Ignaz-Seipel-Platz      | Freiburger Orgelbau Späth             | 2004                  | III/P       | 41           | Disposition |
| Innere Stadt |             | Michaelerkirche                                                                       |      | Michaelerplatz              | Johann David Sieber                   | 1714                  | III/P       | 40           | Disposition und Geschichte |
| Innere Stadt |             | Schottenkirche Hauptorgel                                                             |      | Freyung                     | Orgelbau Mathis                       | 1996                  | III/P       | 49           | Disposition und Geschichte |
| Innere Stadt |             | Schottenkirche Chororgel                                                              |      | Freyung                     | Orgelbau Mathis                       | 1994                  | II/P        | 20           | |
| Innere Stadt |             | Maria am Gestade                                                                      |      | Schwertgasse                | Matthäus Mauracher (jun.) II          | 1911                  | II/P        | 32           | |
| Innere Stadt |             | Hofburgkapelle                                                                        |      | Schweizerhof                | Orgelbau Kuhn                         | 2001                  | II/P        | 27           | Disposition |
| Innere Stadt |             | Minoritenkirche                                                                       |      | Minoritenplatz 2a           | Franz Xaver Christoph                 | 1786                  | II/P        | 20           | Disposition |
| Innere Stadt |             | Hochschulkirche St. Ursula                                                            |      | Seilerstätte/Johannesgasse  | Gregor Hradetzky                      | 1968                  | II/P        | 28           | |
| Innere Stadt |             | Annakirche                                                                            |      | Annagasse                   | Johann Hencke                         | Mitte 18. Jahrhundert | II/P        | 15           | [ 6 ] |
| Innere Stadt |             | Malteserkirche                                                                        |      | Kärntner Straße             | Gottfried Sonnholz                    | Mitte 18. Jahrhundert | I/P         | 8            | Rückbau durch Wolfgang Karner. |
| Innere Stadt |             | Universität für Musik und darstellende Kunst Konzert-, Unterrichts- und Übungsorgel   |      | Seilerstätte/Johannesgasse  | Patrick Collon                        | 2012                  | II/P        | 24           | |
| Innere Stadt |             | Universität für Musik und darstellende Kunst Übungsorgel                              |      | Seilerstätte 26, Raum C0113 | Gregor Hradetzky                      | 1967                  | II/P        | 10           | 2012 durch Wolfgang Karner überarbeitet und hinsichtlich der Disposition teilweise verändert                                                                                  |
| Innere Stadt |             | Universität für Musik und darstellende Kunst Unterrichts- und Übungsorgel             |      | Seilerstätte 26, Raum A0109 | Gregor Hradetzky                      | 1967/ 68              | II/P        | 11           | |
| Innere Stadt |             | Universität für Musik und darstellende Kunst Übungsorgel                              |      | Seilerstätte 26, Raum AU118 | Gerhard Hradetzky                     | 1993                  | II/P        | 12           | |
| Innere Stadt |             | Universität für Musik und darstellende Kunst Unterrichts- und Übungsorgel             |      | Seilerstätte 26, Raum AU112 | Oberösterreichische Orgelbauanstalt   | 1986                  | III/P       |              | |
| Innere Stadt |             | Universität für Musik und darstellende Kunst Unterrichts- und Übungsorgel             |      | Seilerstätte 26, Raum AO106 | Orgelbau Pirchner                     | 2002                  | II/P        | 15           | |
| Innere Stadt |             | Universität für Musik und darstellende Kunst Übungsorgel                              |      | Seilerstätte 26, Raum CO116 | Reil                                  | 1995/ 97              | II/P        |              | |
| Innere Stadt |             | Universität für Musik und darstellende Kunst Übungsorgel                              |      | Seilerstätte 26, Raum CO114 | Gerald Woehl                          | 1997                  | II/P        | 7            | |
| Innere Stadt |             | Universität für Musik und darstellende Kunst Übungsorgel                              |      | Seilerstätte 26, Raum AU106 | Oberösterreichische Orgelbauanstalt   | 1983                  | II/p        |              | |
| Innere Stadt |             | Peterskirche                                                                          |      | Petersplatz                 | Johann M. Kauffmann                   | 1948                  | III/P       | 34           | Umbau der Franz-Josef-Swoboda-Orgel aus dem Jahr 1903. Disposition Gehäuse von Gottfried Sonnholz (1751)                                                                      |
| Innere Stadt |             | Salvatorkapelle im Alten Rathaus                                                      |      | Wipplingerstraße 8          | verm. Gottfried Sonnholz              | 1750                  | I/P         | 7            | Disposition |
| Innere Stadt |             | Reformierte Stadtkirche                                                               |      | Dorotheergasse 16           | Herbert Gollini                       | 1974                  | II/P        | 25           | Neubau 1974 unter Beibehaltung des Gehäuses von 1901 |
| Innere Stadt |             | Lutherische Stadtkirche                                                               |      | Dorotheergasse 18           | Orgelbau Lenter GmbH, Sachsenheim     | 2018                  | III/P       | 37           | Neubau 2018 unter Beibehaltung des Gehäuses und teilweiser Verwendung bestehenden, historischen Pfeifenmaterials von 1808                                                     |
| Innere Stadt |             | Musikverein                                                                           |      | Bösendorferstraße 12        | Rieger Orgelbau                       | 2011                  | IV/P        | 86           | |
| Innere Stadt |             | Kapuzinerkirche                                                                       |      | Tegetthoffstraße 2          |                                       |                       |             |              | |
| Innere Stadt |             | Diözesankonservatorium für Kirchenmusik der Erzdiözese Wien Unterrichtsorgel, Raum U3 |      | Stock-im-Eisen-Platz 3/IV   | Gerhard Hradetzky                     | 1984                  | II/P        | 5            | |
| Innere Stadt |             | Diözesankonservatorium für Kirchenmusik der Erzdiözese Wien Unterrichtsorgel, Raum U4 |      | Stock-im-Eisen-Platz 3/IV   | Oberösterreichische Orgelbauanstalt   | 1989                  | II/P        | 10           | |
| Innere Stadt |             | Deutschordenskirche                                                                   |      | Singerstraße 7              | Adolf H. Donabaum                     |                       | II/P        | 18           | Disposition |
| Innere Stadt |             | Malteserkirche                                                                        |      | Kärntner Straße             | Orgelbau Pirchner                     | 1950                  | II/P        | 16           | urspr. Orgel v. unbek. Meister um 1750 (I/P/8); 1950 Neubau: Verwendung barocken Gehäuse- u. Pfeifenmaterials, erw. Tonumfang, mech. Spiel- und Registertraktur, Schleifladen |

## Orgeln im  2. Bezirk (Leopoldstadt)
| Bezirk       | Bezirksteil  | Kirche/Gebäude                         | Bild | Standort                  | Orgelbauer                          | Jahr | Ma- nu- ale | Re- gis- ter | Bemerkungen                                                                                  |
| ------------ | ------------ | -------------------------------------- | ---- | ------------------------- | ----------------------------------- | ---- | ----------- | ------------ | -------------------------------------------------------------------------------------------- |
| Leopoldstadt | Leopoldstadt | Wiener Sängerknaben – Palais Augarten  |      | Obere Augartenstraße      | Anton Skrabl                        | 2006 | II/P        | 11           |                                                                                              |
| Leopoldstadt | Leopoldstadt | Franz-von-Assisi-Kirche (Mexikokirche) |      | Mexikoplatz               | Gebrüder Rieger                     | 1939 | III/P       | 56           | Disposition                                                                                  |
| Leopoldstadt | Leopoldstadt | Karmeliterkirche                       |      | Karmeliterplatz           | Johann Friedrich Ferstl             | 1765 | II/P        | 19           | Disposition                                                                                  |
| Leopoldstadt | Leopoldstadt | St. Leopold                            |      | Alexander-Poch-Platz      | Gregor Hradetzky                    | 1971 | II/P        | 22           | Disposition                                                                                  |
| Leopoldstadt | Leopoldstadt | Pfarrkirche St. Johann Nepomuk         |      | Praterstraße/Nepomukgasse | Oberösterreichische Orgelbauanstalt | 1989 | II/P        | 27           | Disposition                                                                                  |
| Leopoldstadt | Leopoldstadt | Pfarrkirche Am Schüttel                |      | Böcklinstraße 31–33       | Karl Schuke                         | 1961 | III/P       | 39           | Disposition aus der Essener Neuen Pauluskirche in die Erlöserkirche am Schüttel transferiert |
| Leopoldstadt | Leopoldstadt | Mormonengemeinde                       |      | Böcklinstraße 55          | Orgelbau M. Walcker-Mayer           | 1962 | II/P        | 14           |                                                                                              |
| Leopoldstadt | Leopoldstadt | Pfarrkirche Am Tabor                   |      | Am Tabor 7                | Oberösterreichische Orgelbauanstalt | 1980 | II/P        | 19           |                                                                                              |
| Leopoldstadt | Leopoldstadt | Klosterkirche Barmherzige Brüder       |      | Johannes von Gott Platz 1 | Johann M. Kauffmann                 | 1933 | III/P       | 34           |                                                                                              |
| Leopoldstadt | Leopoldstadt | Verklärungskirche (Wien)               |      | Am Tabor 5                | Johann M. Kauffmann                 | 1962 | II/P        | 27           |                                                                                              |
| Leopoldstadt | Leopoldstadt | Mormonen-Gemeinde                      |      | Böcklinstraße             | Orgelbau M. Walcker-Mayer           | 1962 | II/P        | 14           | [ 10 ]                                                                                       |

## Orgeln im  3. Bezirk (Landstraße)
| Bezirk     | Bezirksteil | Kirche/Gebäude                                                                                                | Bild | Standort                   | Orgelbauer                | Jahr                   | Ma- nu- ale | Re- gis- ter | Bemerkungen |
| ---------- | ----------- | --- | ---- | -------------------------- | ------------------------- | ---------------------- | ----------- | ------------ | --- |
| Landstraße | Landstraße  | Konzerthaus                                                                                                   |      | Lothringerstraße 20        | Gebrüder Rieger           | 1913                   | V/P         | 116          | Disposition Kein sichtbarer Prospekt |
| Landstraße | Landstraße  | Salesianerinnenkirche                                                                                         |      | Rennweg 8–10               | M. J. Kauffmann sr.       | 1890                   | II/P        | 12           | Disposition |
| Landstraße | Landstraße  | Klosterkirche Sacré Coeur                                                                                     |      | Rennweg 31                 | Johann J. Kauffmann II.   | 1925                   | II/P        | 12           | Gemshorn 2' derzeit nicht bespielbar |
| Landstraße | Landstraße  | Waisenhauskirche                                                                                              |      | Rennweg 91                 | Franz Xaver Christoph     | zwischen 1770 und 1774 | II/P        | 18           | |
| Landstraße | Landstraße  | Christ Church Vienna                                                                                          |      | Jaurèsgasse 17–19          | Orgues Létourneau         | 1987                   | II/P        | 10           | Disposition von David Rumsey |
| Landstraße | Landstraße  | Elisabethinenkirche                                                                                           |      | Landstraßer Hauptstraße 4a | M. J. Kauffmann sr.       | 1898                   | II/P        | 14           | |
| Landstraße | Landstraße  | Universität für Musik und darstellende Kunst Übungsorgel im Institutsgebäude Lothringerstraße 18, Raum KG 23A |      | Lothringerstraße 18        | Rieger Orgelbau           | 1989                   | II/P        | 9            | Disposition |
| Landstraße | Landstraße  | Universität für Musik und darstellende Kunst Übungsorgel im Institutsgebäude Lothringerstraße 18, Raum KG 21A |      | Lothringerstraße 18        | Friedrich Heftner         | 1986                   | II/P        | 9            | |
| Landstraße | Landstraße  | Pfarrkirche Neuerdberg Don Bosco                                                                              |      | Hagenmüllergasse 33        | Gregor Hradetzky          | 1965                   | II/P        | 20           | |
| Landstraße | Landstraße  | Herz-Jesu-Kirche                                                                                              |      | Viktor-Braun-Platz         | Orgelbau M. Walcker-Mayer | 2006                   | II/P        | 28           | In einem historische Gehäuse aus dem Jahr 1906 |
| Landstraße | Weißgerber  | Pfarrkirche St. Othmar unter den Weißgerbern                                                                  |      | Kolonitzplatz 1            | Johann J. Kauffmann       |                        | III/P       | 35           | 1873 durch Carl Hesse errichtet, baute die Firma Kauffmann 1931 die Orgel unter Verwendung des bestehenden Gehäuses und des vorhandenen Pfeifenmaterials neu. In diesem Zusammenhang kam erstmals in Wien bei einer Orgel „vom Spieltisch angefangen bis zum Pfeifenwerk sowie zum Antrieb des Gebläses“ elektrischer Strom zum Einsatz. |
| Landstraße | Erdberg     | Erdberger Pfarrkirche                                                                                         |      | Apostelgasse 1             | Carl Billich              | 1885                   | II/P        | 18           | Ursprünglich 14 Register und von St. Johann ob Hohenburg 1993 hierher übertragen. |
| Landstraße | Landstraße  | Rochuskirche                                                                                                  |      | Landstraßer Hauptstraße 56 | Gebrüder Mayer            | 1991                   | II/P        | 27           | Disposition |

## Orgeln im  4. Bezirk (Wieden)
| Bezirk | Bezirksteil | Kirche/Gebäude         | Bild | Standort               | Orgelbauer                        | Jahr | Ma- nu- ale | Re- gis- ter | Bemerkungen |
| ------ | ----------- | ---------------------- | ---- | ---------------------- | --------------------------------- | ---- | ----------- | ------------ | --- |
| Wieden |             | Karlskirche            |      | Karlsplatz             | Gottfried Sonnholz Josef Seyberth | 1847 | II/P        | 31           | 1739 von Gottfried Sonnholz ursprünglich gefertigt. 1847 wurde die Orgel von Joseph Seyberth (Josef Seibert) umgebaut und durch den Anbau seitlicher Flügel vergrößert. |
| Wieden |             | St. Elisabeth          |      | St.-Elisabeth-Platz    | Gerhard Hradetzky                 | 1985 | III/P       | 38           | |
| Wieden |             | Paulanerkirche         |      | Irene-Harand-Platz     | Adolf H. Donabaum                 | 1977 | II/P        | 25           | |
| Wieden |             | St. Thekla             |      | Wiedner Hauptstraße 82 | Johann J. Kauffmann               | 1926 | II/P        | 13           | |
| Wieden |             | Kapelle im Theresianum |      | Favoritenstraße 15     | Dreher & Reinisch                 | 1960 | II/P        | 25           | |
| Wieden |             | Großer Sendesaal       |      | Argentinierstraße 30a  | Karl Schuke                       | 1983 |             |              | elektron. Registratur seit 1996. |

## Orgeln im  5. Bezirk (Margareten)
| Bezirk     | Bezirksteil   | Kirche/Gebäude                     | Bild | Standort                     | Orgelbauer             | Jahr | Ma- nu- ale | Re- gis- ter | Bemerkungen                    |
| ---------- | ------------- | ---------------------------------- | ---- | ---------------------------- | ---------------------- | ---- | ----------- | ------------ | ------------------------------ |
| Margareten | Margareten    | Herz-Jesu-Kirche (Wien-Margareten) |      | Einsiedlergasse              | Johann M. Kauffmann    | 1884 | II/P        | 11           | Umbauten 1895 und 1941         |
| Margareten | Margareten    | St. Josef                          |      | Schönbrunner Straße 52       | Gerhard Hradetzky      | 1987 | II/P        | 20           | Franz-Schubert-Gedächtnisorgel |
| Margareten | Margareten    | Pfarrkirche Auferstehung Christi   |      | Siebenbrunnenfeldgasse 22–24 | Orgelbau Walcker-Mayer | 1971 | II/P        | 15           |                                |
| Margareten | Margareten    | Hartmannspital                     |      | Nikolsdorfer Gasse           | Orgelbau Walcker-Mayer | 2013 | I/P         | 5            |                                |
| Margareten | Matzleinsdorf | St. Florian                        |      | Wiedner Hauptstraße 97       | Herbert Gollini        | 1985 | II/P        | 28           | Disposition                    |

## Orgeln im  6. Bezirk (Mariahilf)
| Bezirk    | Bezirksteil | Kirche/Gebäude                        | Bild | Standort                           | Orgelbauer          | Jahr | Ma- nu- ale | Re- gis- ter     | Bemerkungen |
| --------- | ----------- | ------------------------------------- | ---- | ---------------------------------- | ------------------- | ---- | ----------- | ---------------- | ----------- |
| Mariahilf | Gumpendorf  | Gumpendorfer Pfarrkirche              |      | Brückengasse 5                     | Herbert Gollini     | 1987 | II/P        | 13               | Disposition |
| Mariahilf | Gumpendorf  | Gustav-Adolf-Kirche                   |      | Lutherplatz 1                      | Carl Hesse          | 1848 | II/P        | 29 + 3 Aus- züge |             |
| Mariahilf | Gumpendorf  | Kongregation der barmherz. Schwestern |      | Stumpergasse 13                    | Rieger Orgelbau     | 1998 | II/P        | 27               |             |
| Mariahilf | Mariahilf   | Krankenhaus d. barmherz. Schwestern   |      | Stumpergasse 13                    | Adolf Donabaum      | 1980 | II/P        | 9                |             |
| Mariahilf | Mariahilf   | Mariahilfer Kirche                    |      | Mariahilfer Straße/Barnabitengasse | M. J. Kauffmann sr. | 1894 | II/P        | 24               |             |

## Orgeln im  7. Bezirk (Neubau)
| Bezirk | Bezirksteil    | Kirche/Gebäude               | Bild | Standort                 | Orgelbauer          | Jahr | Ma- nu- ale | Re- gis- ter | Bemerkungen |
| ------ | -------------- | ---------------------------- | ---- | ------------------------ | ------------------- | ---- | ----------- | ------------ | ----------- |
| Neubau | Altlerchenfeld | Altlerchenfelder Pfarrkirche |      | Lerchenfelder Straße 111 | Alois Hörbiger      | 1860 | II/P        | 38           |             |
| Neubau | Laimgrube      | Stiftskirche                 |      | Mariahilfer Straße 24    | Josef Ullmann       | 1869 | I/P         | 8            |             |
| Neubau | Neubau         | Mechitaristenkirche          |      | Mechitaristengasse       | Carl Hesse          | 1874 | I/P         | 14           |             |
| Neubau | Neubau         | Ulrichskirche (Wien)         |      | St. Ulrichsplatz         | Josef Loyp          | 1842 | II/P        | 26           | Disposition |
| Neubau | Schottenfeld   | Schottenfelder Kirche        |      | Westbahnstraße           | Philipp Eppel       | 1966 | II/P        | 26           |             |
| Neubau | Schottenfeld   | Lazaristenkirche             |      | Kaiserstraße 7           | M. J. Kauffmann sr. | 1894 | IV/P        | 52           |             |

## Orgeln im  8. Bezirk (Josefstadt)
| Bezirk     | Bezirksteil | Kirche/Gebäude             | Bild | Standort                | Orgelbauer                      | Jahr       | Ma- nu- ale | Re- gis- ter | Bemerkungen           |
| ---------- | ----------- | -------------------------- | ---- | ----------------------- | ------------------------------- | ---------- | ----------- | ------------ | --------------------- |
| Josefstadt | Josefstadt  | Alserkirche                |      | Alser Straße 17         | Rieger Orgelbau                 | 1984       | II/P        | 25           |                       |
| Josefstadt | Josefstadt  | Kapelle im Landesgericht   |      | Landesgerichtsstraße 11 | Joseph Seyberth                 | 1839       | I/P         | 7            |                       |
| Josefstadt | Josefstadt  | Piaristenkirche Maria Treu |      | Jodok-Fink-Platz        | Carl Friedrich Ferdinand Buckow | 1858       | III/P       | 36           |                       |
| Josefstadt | Breitenfeld | Breitenfelder Pfarrkirche  |      | Uhlplatz                | Peter-Maria Kraus               | 1998- 2002 | IV/P        | 66           | Hauptorgel            |
| Josefstadt | Breitenfeld | Breitenfelder Pfarrkirche  |      | Uhlplatz                | Peter-Maria Kraus               | 2001       | I/P         | 13           | Chororgel Disposition |

## Orgeln im  9. Bezirk (Alsergrund)
| Bezirk     | Bezirksteil   | Kirche/Gebäude                       | Bild | Standort                     | Orgelbauer                          | Jahr | Ma- nu- ale | Re- gis- ter | Bemerkungen                     |
| ---------- | ------------- | ------------------------------------ | ---- | ---------------------------- | ----------------------------------- | ---- | ----------- | ------------ | ------------------------------- |
| Alsergrund | Alservorstadt | Canisiuskirche (Wien)                |      | Lustkandlgasse 36            | Johann M. Kauffmann                 | 1949 | III/P       | 33           | Hauptorgel                      |
| Alsergrund | Alservorstadt | Canisiuskirche (Wien)                |      | Lustkandlgasse 36            | Johann M. Kauffmann                 | 1949 | I/P         | 6            | Chororgel                       |
| Alsergrund | Alservorstadt | Votivkirche Hauptorgel               |      | Rooseveltplatz               | Eberhard Friedrich Walcker          | 1878 | III/P       | 61           | Disposition                     |
| Alsergrund | Alservorstadt | Votivkirche Chororgel                |      | Rooseveltplatz               | Philipp Eppel                       | 1970 | II/P        | 20           |                                 |
| Alsergrund | Alservorstadt | Votivkirche                          |      | Rooseveltplatz               | Franz Capek                         | 1904 | I/P         | 10           | Orgel im Chorumgang Disposition |
| Alsergrund | Alservorstadt | Alserkirche                          |      | Alser Straße 17              | Rieger Orgelbau                     | 1984 | II/P        | 25           | Disposition                     |
| Alsergrund | Lichtental    | Lichtentaler Pfarrkirche             |      | Marktgasse 40                | Oberösterreichische Orgelbauanstalt | 1984 | II/P        | 26           | Disposition                     |
| Alsergrund | Alservorstadt | Seminarkirche Santa Maria de Mercede |      | Boltzmanngasse 9–9a          | Gregor Hradetzky                    | 1970 | II/P        | 19           |                                 |
| Alsergrund | Rossau        | Servitenkirche                       |      | Servitengasse 9              | Gerhard Hradetzky                   | 1981 | II/P        | 23           |                                 |
| Alsergrund | Alservorstadt | AKH-Wien evang. Kapelle              |      | Währinger Gürtel 18–20       | Orgelbau M. Walcker-Mayer           | 1990 | I/P         | 4            |                                 |
| Alsergrund | Alservorstadt | AKH-Wien, kathol. Kapelle            |      | Währinger Gürtel 18–20       | Orgelbau M. Walcker-Mayer           | 1990 | I/P         | 4            |                                 |
| Alsergrund | Alservorstadt | Joh. Nepomuk-Kapelle                 |      | Währinger Gürtel, Borgen 119 | Achim Reichmann                     | 2002 | II/P        | 17           |                                 |

## Orgeln im  10. Bezirk (Favoriten)
| Bezirk    | Bezirksteil  | Kirche/Gebäude                                    | Bild | Standort                | Orgelbauer                | Jahr | Ma- nu- ale | Re- gis- ter     | Bemerkungen                                                                 |
| --------- | ------------ | ------------------------------------------------- | ---- | ----------------------- | ------------------------- | ---- | ----------- | ---------------- | --------------------------------------------------------------------------- |
| Favoriten | Favoriten    | Christuskirche                                    |      | Triester Straße 1       | Wolfgang Karner           | 2007 | II/P        | 17               |                                                                             |
| Favoriten | Favoriten    | Dreifaltigkeitskirche                             |      | Alxingergasse 6         | Gregor Hradetzky          | 1979 | II/P        | 11 + 2 Aus- züge | Bild ohne Rückpositiv Disposition                                           |
| Favoriten | Favoriten    | Antonskirche                                      |      | Antonsplatz             | Dreher & Reinisch         | 1962 | III/P       | 52               |                                                                             |
| Favoriten | Favoriten    | Kirche Jesu Christi der Heiligen der letzten Tage |      |                         | Orgelbau M. Walcker-Mayer | 1962 | II/P        | 14               |                                                                             |
| Favoriten | Favoriten    | Pfarrkirche Königin des Friedens (Wien)           |      |                         |                           | 19xx | II/P        |                  |                                                                             |
| Favoriten | Favoriten    | Pfarrkirche am Keplerplatz                        |      | Keplerplatz             | Rudolf Novak              | 1968 | II/P        | 28               | Disposition Neubau in ein Gehäuse von Matthäus Mauracher aus dem Jahr 1876. |
| Favoriten | Favoriten    | Pfarrkirche Dreimal Wunderbare Muttergottes       |      | Buchengasse 108         | Orgelbau Walcker-Mayer    | 1973 | I/P         | 7                |                                                                             |
| Favoriten | Favoriten    | Maria vom Berge Karmel Oberkirche                 |      | Stefan-Fadinger-Platz 1 | Orgelbau Walcker-Mayer    | 1963 | II/P        | 18               | Disposition                                                                 |
| Favoriten | Favoriten    | Maria vom Berge Karmel Unterkirche                |      | Stefan-Fadinger-Platz 1 | Orgelbau Walcker-Mayer    | 1976 | II/P        | 15               | Disposition                                                                 |
| Favoriten | Oberlaa      | Pfarrkirche Oberlaa                               |      | Oberlaaer Platz         | Matthäus Mauracher        | 1903 | II/P        | 15               | Disposition                                                                 |
| Favoriten | Rothneusiedl | Filialkirche Rothneusiedl                         |      | Vondrakplatz            | Josef Dangl               | 1878 | I           | 4                |                                                                             |

## Orgeln im  11. Bezirk (Simmering)
| Bezirk    | Bezirksteil     | Kirche/Gebäude                              | Bild | Standort                    | Orgelbauer                    | Jahr      | Ma- nu- ale | Re- gis- ter | Bemerkungen |
| --------- | --------------- | ------------------------------------------- | ---- | --------------------------- | ----------------------------- | --------- | ----------- | ------------ | ----------- |
| Simmering | Hasenleiten     | Filialkirche Hasenleiten                    |      | Hasenleitengasse            | Orgelbau M. Walcker-Mayer     | 1976      | II/P        | 14           | Disposition |
| Simmering | Kaiserebersdorf | Friedhofskirche zum heiligen Karl Borromäus |      | Simmeringer Hauptstraße 234 | Rieger Orgelbau               | 1910      | III/P       | 43           |             |
| Simmering | Kaiserebersdorf | Pfarrkirche Kaiserebersdorf                 |      | Münnichplatz                | Franz Ullmann                 | 1875      | II/P        | 14           | Disposition |
| Simmering | Simmering       | Pfarrkirche Altsimmering                    |      | Simmeringer Hauptstraße 157 | Bruno Riedl                   | 1997      | II/P        | 17           |             |
| Simmering | Simmering       | Pfarrkirche Neusimmering                    |      | Enkplatz                    | Rieger Orgelbau Philipp Eppel | 1919 1960 | III/P       | 42           |             |
| Simmering | Simmering       | Glaubenskirche (Wien)                       |      | Braunhubergasse 20          | Orgelbau M. Walcker-Mayer     | 1972      | II/P        | 112          | Disposition |
| Simmering | Simmering       | Pfarrkirche St. Lukas (Wien)                |      | Anton Steinböck-gasse 6     | unbekannt                     | 1875      | II/P        | 7            | Disposition |

## Orgeln im  12. Bezirk (Meidling)
| Bezirk   | Bezirksteil  | Kirche/Gebäude                 | Bild | Standort           | Orgelbauer             | Jahr    | Ma- nu- ale | Re- gis- ter | Bemerkungen                                                                                 |
| -------- | ------------ | ------------------------------ | ---- | ------------------ | ---------------------- | ------- | ----------- | ------------ | ------------------------------------------------------------------------------------------- |
| Meidling | Altmannsdorf | Altmannsdorfer Kirche          |      |                    | Joseph Seyberth        | 1838    | I/P         | 11           | Disposition                                                                                 |
| Meidling | Meidling     | Maria Lourdes (Wien-Meidling)  |      | Ruckergasse 1      |                        |         | II/P        |              |                                                                                             |
| Meidling | Gatterhölzl  | Pfarrkirche Gatterhölzl        |      | Hohenbergstraße    | Philipp Eppel          | 1969    | II/P        | 23           | Disposition Neubau 1969 unter Verwendung von 10 Registern der Orgel von Josef Mertin (1950) |
| Meidling | Meidling     | Meidlinger Pfarrkirche         |      | Migazziplatz       | Johann M. Kauffmann    | 1933    | III/P       | 40           | Disposition                                                                                 |
| Meidling | Meidling     | Kirche Maria Empfängnis (Wien) |      | Flurschützstraße 1 |                        | 19xx    |             |              |                                                                                             |
| Meidling | Meidling     | Namen Jesu                     |      | Schedifkaplatz     | Orgelbau Walcker-Mayer | 1957/58 | II/P        | 20           | Disposition                                                                                 |

## Orgeln im  13. Bezirk (Hietzing)
| Bezirk   | Bezirksteil    | Kirche/Gebäude               | Bild | Standort                          | Orgelbauer             | Jahr | Ma- nu- ale | Re- gis- ter | Bemerkungen |
| -------- | -------------- | ---------------------------- | ---- | --------------------------------- | ---------------------- | ---- | ----------- | ------------ | ----------- |
| Hietzing | Alt-Hietzing   | Pfarrkirche Maria Hietzing   |      | Am Platz                          | M. J. Kauffmann sr.    | 1903 | II/P        | 18           | Disposition |
| Hietzing | Alt-Hietzing   | Pallottihaus                 |      | Auhofstraße 22                    | Orgelbau Walcker-Mayer | 1983 | II/P        | 11           | Disposition |
| Hietzing | Unter St. Veit | Unter St. Veiter Pfarrkirche |      | St.-Veit-Gasse 48                 | Rudolf Novak           | 1969 | II/P        | 7            |             |
| Hietzing | Schönbrunn     | Schlosskapelle Schönbrunn    |      | Schloss Schönbrunn Kapellenstiege | Rieger Orgelbau        | 1984 | II/P        | 13           |             |
| Hietzing | Speising       | Militärpfarre                |      | Fasangartenstraße 101             | Josef Ullmann          |      | I/P         | 9            |             |
| Hietzing | Lainz          | St. Karl Borromäus           |      | Versorgungsheimplatz              | Franz Josef Swoboda    | 1904 | II/P        | 24           |             |

## Orgeln im  14. Bezirk (Penzing)
| Bezirk  | Bezirksteil     | Kirche/Gebäude                         | Bild | Standort          | Orgelbauer             | Jahr | Ma- nu- ale | Re- gis- ter | Bemerkungen                                         |
| ------- | --------------- | -------------------------------------- | ---- | ----------------- | ---------------------- | ---- | ----------- | ------------ | --------------------------------------------------- |
| Penzing | Baumgarten      | Baumgartner Pfarrkirche                |      | Gruschaplatz      | Rieger Orgelbau        | 1977 | II/P        | 28           | Disposition                                         |
| Penzing | Breitensee      | Pfarrkirche Breitensee                 |      | Laurentiusplatz   | Mauracher              | 1898 | II/P        | 24           | Disposition                                         |
| Penzing | Breitensee      | Kalasantinerkirche St. Josef           |      | Reinlgasse 25     | Friedrich Heftner      | 1984 | II/P        | 13           | Disposition                                         |
| Penzing | Hütteldorf      | Hütteldorfer Pfarrkirche               |      | Linzer Straße 424 | Franz Ullmann          | 1892 | II/P        | 16           | Disposition                                         |
| Penzing | Hütteldorf      | Pfarr- und Wallfahrtskirche Mariabrunn |      |                   | Gottfried Sonnholz     | 1734 | II/P        | 19           |                                                     |
| Penzing | Penzing         | St.-Jakob-Kirche (Penzing)             |      | Einwanggasse 30a  | Orgelbau Walcker-Mayer | 1981 | II/P        | 18           | Disposition. In einem Gehäuse aus dem Jahr 1774/76. |
| Penzing | Penzing         | Rochuskapelle (Wien)                   |      |                   | Josef Effinger         | 1794 | I/P         | 9            | [ 40 ]                                              |
| Penzing | Steinhof (Wien) | Kirche am Steinhof                     |      |                   | Franz Josef Swoboda    | 1907 | II/P        | 11           |                                                     |

## Orgeln im  15. Bezirk (Rudolfsheim-Fünfhaus)
| Bezirk               | Bezirksteil | Kirche/Gebäude                     | Bild | Standort                | Orgelbauer               | Jahr    | Ma- nu- ale | Re- gis- ter | Bemerkungen |
| -------------------- | ----------- | ---------------------------------- | ---- | ----------------------- | ------------------------ | ------- | ----------- | ------------ | ----------- |
| Rudolfsheim-Fünfhaus | Rudolfsheim | Rudolfsheimer Pfarrkirche          |      | Kardinal-Rauscher-Platz |                          |         |             |              |             |
| Rudolfsheim-Fünfhaus | Fünfhaus    | Maria vom Siege                    |      | Maria vom Siege 3       | G. F. Steinmeyer & Co.   | 1873    | II/P        | 24           | Disposition |
| Rudolfsheim-Fünfhaus | Fünfhaus    | Christkönigskirche                 |      | Vogelweidplatz 7        | Johann M. Kauffmann      | 1934–39 | II/P        | 21           |             |
| Rudolfsheim-Fünfhaus | Fünfhaus    | Pfarrkirche St. Antonius von Padua |      | Pouthongasse 16         | Johann J. Kauffmann      | 1913    | II/P        | 26           |             |
| Rudolfsheim-Fünfhaus | Fünfhaus    | Kalasantinerkirche                 |      | Pater Schwartz-Gasse 10 | Swoboda & Brauner        | 1898    | II/P        | 11           | Disposition |
| Rudolfsheim-Fünfhaus | Reindorf    | Pfarrkirche Reindorf               |      | Reindorfgasse 21        | Matthäus Mauracher d. J. | 1904    | II/P        |              |             |

## Orgeln im  16. Bezirk (Ottakring)
| Bezirk    | Bezirksteil                 | Kirche/Gebäude                                        | Bild | Standort               | Orgelbauer                | Jahr          | Ma- nu- ale | Re- gis- ter       | Bemerkungen |
| --------- | --------------------------- | ----------------------------------------------------- | ---- | ---------------------- | ------------------------- | ------------- | ----------- | ------------------ | --- |
| Ottakring | Alt-Ottakringer Pfarrkirche | Ottakring                                             |      | Ottakringer Straße 215 | Josef Mertin/Wilhelm Zika | 1935- 1938    | III/P       | 47                 | Disposition |
| Ottakring | Ottakring                   | Markuskirche                                          |      | Thaliastraße 156       | Bruno Riedl               | 1985          | II/P        | 15                 | Disposition Die Riedl-Orgel der Markuskirche war 1985 in Wien die erste rein französisch disponierte Orgel mit allerdings recht geringer Registeranzahl. |
| Ottakring | Ottakring                   | Neuottakringer Kirche                                 |      | Familienplatz          | Rieger Orgelbau           | 1985- 1989    | II/P        | 35                 | Disposition und Geschichte |
| Ottakring | Ottakring                   | Wallfahrtskirche zur Heiligen Theresia vom Kinde Jesu |      | Mörikeweg 22           | M. J. Kauffmann sr.       | 1896          | I/P         | 5                  | Disposition Die Orgel wurde vom 12. bis zum 13. März 1896 bei Hochw. Herrn P. Josef Berghold aufgestellt, ehe sie bereits am 2. Mai desselben Jahres in die Räumlichkeiten des Katholischen Gesellenvereins Gumpendorfer Straße transportiert wurde. Als dieser 1938 durch die nationalsozialistischen Machthaber aufgelöst wurde, transferierte die Erbauerfirma das Instrument in die Starchanter Pfarrkirche. Zwischen 9. September und 2. Oktober 1954 erfolgte – ebenfalls durch die Erbauerfirma – ein größerer Eingriff in die Originalsubstanz der Orgel, indem die Disposition auf die heutige verändert wurde. |
| Ottakring | Ottakring                   | Haus der Barmherzigkeit                               |      | Seeböckgasse 30a       | Achim Reichmann           | 2005          | I/p         | 5                  | Disposition |
| Ottakring | Ottakring                   | Pfarrkirche Sandleiten                                |      | Sandleitengasse 53     | Orgelbau Pirchner         | 1958          | II/P        | 14                 | Disposition |
| Ottakring | Schmelz                     | Heilig-Geist-Kirche                                   |      | Herbststraße 80–84     | Herbert Gollini           | 1981          | II/P        | 29                 | Disposition Die ursprüngliche, 1930 bei Josef Panhuber in Auftrag gegebene und 1933 fertiggestellte Orgel war mit pneumatischer Traktur ausgestattet, wurde aber 1962 von Philipp Eppel auf ein elektropneumatisches System umgebaut. Als Herbert Gollini 1980/81 eine neue Orgel errichtete, konnten 19 Register der Panhuber-Orgel wiederverwendet werden, 10 Register wurden neu angefertigt. Im Zuge der 2002 von Achim Reichmann durchgeführten Renovierung wurde die Trompete 8', deren Becher durch Gollini von Panhuber übernommen worden waren, gegen eine neue getauscht.                                      |
| Ottakring | Ottakring                   | Kapelle des Wilhelminenspitals                        |      | Montleartstraße        | Gebrüder Mauracher, Linz  |               | II/P        | 11                 | |
| Ottakring | Ottakring                   | Priorat der Benediktinerinnen der Anbetung            |      | Liebhartstalstraße 52  | Adolf H. Donabaum         |               | II/P        | 9                  | |
| Ottakring | Neulerchenfeld              | Kirche Maria Namen                                    |      | Hasnerstraße 11        | Hofbauer                  | 1986          | II/P        | 7                  | Das Instrument befand sich zunächst als Hausorgel in Privatbesitz und gelangte dann in die Musikinstrumentensammlung des Technischen Museums Wien. Von dort wurde es von der Firma Bodem gekauft, die es für Konzerte und sonstige Anwendungen als Leihinstrument anbot. Als solches wurde die Orgel der Pfarrkirche Maria Namen zur Verfügung gestellt, bis die Pfarre den Beschluss fasste, dieselbe im Jahr 2009 dauerhaft zu erwerben. |
| Ottakring | Neulerchenfeld              | Neulerchenfelder Pfarrkirche                          |      | Kirchstetterngasse 57  | Johann M. Kauffmann       | 1963 od. 1964 | III/P       | 31 (+ 9 Aus- züge) | Im Zuge eines Bombenangriffs am 15. Jänner 1945 wurde die Kirche – mit Ausnahme ihrer beiden Türme – vollkommen zerstört; in diesem Zusammenhang wurde auch die Orgel vernichtet. Nachdem die Kirche nach Plänen des Wiener Architekten Karl Raimund Lorenz von 1955 bis 1957 wieder aufgebaut worden war, errichtete die Firma Kauffmann 1964 die gegenwärtige Orgel. |

## Orgeln im  17. Bezirk (Hernals)
| Bezirk  | Bezirksteil | Kirche/Gebäude                 | Bild | Standort               | Orgelbauer                        | Jahr | Ma- nu- ale | Re- gis- ter | Bemerkungen                                                                                     |
| ------- | ----------- | ------------------------------ | ---- | ---------------------- | --------------------------------- | ---- | ----------- | ------------ | ----------------------------------------------------------------------------------------------- |
| Hernals | Hernals     | Pfarrkirche Dornbach           |      | Dornbacher Straße      | Gregor Hradetzky                  | 1964 | II/P        | 25           | 1964 für Wiener Konzerthaus errichtet, seit 2015 in Pfarrkirche Dornbach; „Anton-Heiller-Orgel“ |
| Hernals | Hernals     | Marienkirche                   |      | Clemens-Hofbauer-Platz | Rieger Orgelbau                   | 1983 | II/P        | 29           | Disposition                                                                                     |
| Hernals | Hernals     | Herz-Jesu-Sühnekirche          |      | Dr.-Josef-Resch-Platz  | Orgelbau Eisenbarth               | 1991 | II/P        |              |                                                                                                 |
| Hernals | Hernals     | Kalvarienbergkirche            |      | Bartholomäusplatz      | Freiburger Orgelbau Hartwig Späth | 1990 | III/P       | 37           | Disposition                                                                                     |
| Hernals | Hernals     | Kapelle der Missionsschwestern |      |                        | Friedrich Heftner                 |      | II/P        | 9            | Disposition                                                                                     |

## Orgeln im  18. Bezirk (Währing)
| Bezirk  | Bezirksteil   | Kirche/Gebäude                 | Bild | Standort                       | Orgelbauer                | Jahr        | Ma- nu- ale | Re- gis- ter | Bemerkungen |
| ------- | ------------- | ------------------------------ | ---- | ------------------------------ | ------------------------- | ----------- | ----------- | ------------ | ----------- |
| Währing | Weinhaus      | Weinhauser Pfarrkirche         |      | Gentzgasse 142                 | Mauracher                 | 1882 (vor?) | II/P        | 30           | Disposition |
| Währing | Währing       | Währinger Pfarrkirche          |      | Währinger Straße/Maynollogasse | Rieger Orgelbau           | 1988        | II/P        | 26           | Disposition |
| Währing | Währing       | St. Severin (Lazaristenkirche) |      | Kreuzgasse/Vinzenzgasse        | Orgelbau Walcker-Mayer    | 1975        | II/P        | 28           | Disposition |
| Währing | Pötzleinsdorf | Pötzleinsdorfer Pfarrkirche    |      | Schafberggasse 2               | Arnulf Klebel             | 1973        | III/P       | 32           |             |
| Währing | Pötzleinsdorf | Pfarrkirche St. Ägydius        |      | Pötzleinsdorfer Straße 106b    | Friedrich Deutschmann     | 1816        | I/P         | 8            | Disposition |
| Währing | Währing       | Lutherkirche (Wien)            |      | Lutherhof 1                    | Orgelbau M. Walcker-Mayer | 1901        | II/P        | 19           | Disposition |
| Währing | Währing       | Schwedische Kirche (Wien)      |      | Barnabitenfreihof              | Martenssons Orgelfabrik   | 1988        | I/P         | 6            | Disposition |

## Orgeln im  19. Bezirk (Döbling)
| Bezirk  | Bezirksteil      | Kirche/Gebäude                              | Bild | Standort                | Orgelbauer          | Jahr | Ma- nu- ale | Re- gis- ter | Bemerkungen                                                             |
| ------- | ---------------- | ------------------------------------------- | ---- | ----------------------- | ------------------- | ---- | ----------- | ------------ | ----------------------------------------------------------------------- |
| Döbling | Grinzing         | Grinzinger Pfarrkirche                      |      | Himmelstraße 25         | Christoph Erler     | 1825 | II/P        | 15           | 1857 durch Alois Hörbiger auf 15 Register erweitert                     |
| Döbling | Grinzing         | Kaasgrabenkirche                            |      | Ettinghausengasse 1     | Gerhard Hradetzky   | 1995 | II/P        | 28           | 2003 Erweiterung von ursprünglich 24 auf 28 Register durch den Erbauer. |
| Döbling | Heiligenstadt    | Heiligenstädter Pfarrkirche St. Michael     |      | Hohe Warte 72           | Josef Mauracher     | 1897 | II/P        | 29           | Disposition                                                             |
| Döbling | Kahlenberg       | Josefskirche (Kahlenberg)                   |      |                         |                     |      | I/P         |              |                                                                         |
| Döbling | Kahlenbergerdorf | Pfarrkirche Kahlenbergerdorf                |      | St.-Georg-Platz         | Franz Ullmann       | 1849 | I/p         | 4            | Disposition                                                             |
| Döbling | Nussdorf         | Nussdorfer Pfarrkirche                      |      | Greinergasse 25         | Johann J. Kauffmann |      | II/P        | 11           |                                                                         |
| Döbling | Oberdöbling      | Kloster der Schwestern vom armen Kinde Jesu |      | Hofzeile 22             | Friedrich Heftner   | 1996 | II/P        | 16           | Disposition                                                             |
| Döbling | Oberdöbling      | Döblinger Pfarrkirche                       |      | Kardinal-Innitzer-Platz | Gerhard Hradetzky   | 1978 | II/P        | 21           |                                                                         |
| Döbling | Unterdöbling     | Karmelitenkirche                            |      | Silbergasse             | Rieger Orgelbau     | 1905 | II/P        | 30           |                                                                         |

## Orgeln im  20. Bezirk (Brigittenau)
| Bezirk      | Bezirksteil | Kirche/Gebäude       | Bild | Standort         | Orgelbauer             | Jahr | Ma- nu- ale | Re- gis- ter | Bemerkungen |
| ----------- | ----------- | -------------------- | ---- | ---------------- | ---------------------- | ---- | ----------- | ------------ | ----------- |
| Brigittenau | Brigittenau | St. Brigitta         |      | Brigittaplatz    | G. F. Steinmeyer & Co. | 1873 | II/P        | 21           | Disposition |
| Brigittenau | Brigittenau | St. Johann Kapistran |      | Forsthausgasse 2 | Orgelbau Kögler        | 1975 | II/P        | 16           | Disposition |

## Orgeln im  21. Bezirk (Floridsdorf)
| Bezirk      | Bezirksteil  | Kirche/Gebäude            | Bild | Standort          | Orgelbauer          | Jahr      | Ma- nu- ale | Re- gis- ter | Bemerkungen |
| ----------- | ------------ | ------------------------- | ---- | ----------------- | ------------------- | --------- | ----------- | ------------ | --- |
| Floridsdorf | Donaufeld    | Donaufelder Pfarrkirche   |      | Kinzerplatz       | Franz Josef Swoboda | 1910      | II/P        | 28           | Disposition (Memento vom 18. April 2012 im Internet Archive) |
| Floridsdorf | Floridsdorf  | Floridsdorfer Pfarrkirche |      | Pius-Parsch-Platz | Ferdinand Molzer    | 1939–1943 | III/P       | 39           | |
| Floridsdorf | Leopoldau    | Pfarrkirche Leopoldau     |      | Leopoldauer Platz | Johann Hencke       | 1736      | II/P        | 23           | 1961 Neubau unter Verwendung des vorhandenen Materials von Orgelbau Hradetzky. Erweiterung um seitliche Pfeifenfelder ohne Prospekt. Die Traktur ist elektropneumatisch ausgeführt. |
| Floridsdorf | Stammersdorf | Pfarrkirche Stammersdorf  |      |                   | Leopold Breinbauer  | 1912      | II/P        | 17           | |

## Orgeln im  22. Bezirk (Donaustadt)
| Bezirk     | Bezirksteil | Kirche/Gebäude                | Bild | Standort             | Orgelbauer                | Jahr | Ma- nu- ale | Re- gis- ter | Bemerkungen |
| ---------- | ----------- | ----------------------------- | ---- | -------------------- | ------------------------- | ---- | ----------- | ------------ | ----------- |
| Donaustadt | Aspern      | St. Martin                    |      | Asperner Heldenplatz | Johann Georg Fischer      | 1813 | II/P        | 16           | Disposition |
| Donaustadt | Breitenlee  | Breitenleer Pfarrkirche       |      |                      | Franz Strommer            | 1903 | I/P         | 7            | Disposition |
| Donaustadt | Essling     | Esslinger Pfarrkirche         |      |                      | Philipp Pemmer            | 2016 | II/P        | 14           | Disposition |
| Donaustadt | Donaustadt  | Auferstehung Christi          |      |                      | Orgelbau M. Walcker-Mayer | 1989 | II/P        | 21           | Disposition |
| Donaustadt | Süßenbrunn  | Zur Heiligsten Dreifaltigkeit |      |                      | Rieger Orgelbau           | 1986 | II/P        | 14           | Disposition |

## Orgeln im  23. Bezirk (Liesing)
| Bezirk  | Bezirksteil | Kirche/Gebäude          | Bild | Standort                | Orgelbauer          | Jahr    | Ma- nu- ale | Re- gis- ter | Bemerkungen |  |
| ------- | ----------- | ----------------------- | ---- | ----------------------- | ------------------- | ------- | ----------- | ------------ | --- |  |
| Liesing | Atzgersdorf | Pfarrkirche Atzgersdorf |      | Kirchenplatz 1          | Gerhard Hradetzky   | 1988    | II/P        | 18           | Historisierender Neubau 1988 unter Beibehaltung des barocken Gehäuses und Verwendung bestehenden, historischen Pfeifenmaterials aus dem 18. Jahrhundert, Stimmung originalgetreu nach Werckmeister II (ermittelt aus den Längen der historischen Pfeifen). |  |
| Liesing | Kalksburg   | Pfarrkirche Kalksburg   |      |                         | Anton Pfliegler     | 1801    | II/P        | 18           | |  |
| Liesing | Liesing     | Pfarrkirche Inzersdorf  |      | Kirchenplatz            | Johannes Rohlf      | 2016    | II/P        | 16           | Neubau unter Verwendung des barocken Rückpositivs und dessen Pfeifenmaterials, Stimmung nach Werckmeister 1691 modifiziert |  |
| Liesing | Mauer       | Pfarrkirche Mauer       |      | Maurer Hauptplatz       | Johann J. Kauffmann | 1924    | II/P        | 14           | |  |
| Liesing | Erlaa       | Pfarrkirche Neuerlaa    |      | Welingergasse 5         | Fritz Mertel        | 1981    | II/P        | 16           | |  |
| Liesing | Rodaun      | Bergkirche Rodaun       |      | Rodauner Kirchenplatz 2 | M. J. Kauffmann sr. | 1905/06 | II/P        | 12           | Disposition |  |